# 阿茲博河
阿茲博河（葡萄牙語：Azibo River）是一條位於斗羅河流域的葡萄牙河流。其總長度約50公里。河流有經過馬塞杜-迪卡瓦萊魯什。